# 广洋湖镇
广洋湖镇，是中华人民共和国江苏省扬州市宝应县下辖的一个乡镇级行政单位。

## 行政区划
广洋湖镇下辖以下地区：
兴洋社区、鹤湾村、葛庄村、严桥村、桥头村、白鼠村、蒯家村、西溪村、三联村、东溪村、肖家村、兰亭村、东进村和万新村。